# Ébrenlét (film)
Az Ébrenlét (eredeti cím: Awake) 2021-ben bemutatott amerikai sci-fi-thriller, melyet Mark Raso rendezett a forgatókönyve alapján, amit Joseph Raso mellett írt. A főszerepet Gina Rodriguez, Jennifer Jason Leigh, Barry Pepper, Finn Jones, Shamier Anderson, Ariana Greenblatt, Frances Fisher, Elias Edraki, Lucius Hoyos és Gil Bellows alakítja.
A filmet 2021. június 9-én adta ki a Netflix. Általánosságban negatív kritikákat kapott az értékelőktől.

## Cselekmény
Jill Adams, az Amerikai Hadsereg egykori orvosa és gyógyulófélben lévő drogfüggő biztonsági őrként dolgozik egy helyi főiskolán, ahol a kutatólaboratóriumból drogokat lop eladásra. Műszakja után elhozza gyermekeit, Noah-t és Matildát a nagymamájuktól, Doris-tól.
Miközben hazafelé tartanak, autójukban megszűnik az áramszolgáltatás, és egy tóba borul, miután nekik ütközött egy másik jármű. Matilda megfullad, de egy közeli seriff újraéleszti, aki elárulja, hogy a városban minden elektronika meghibásodott. Elmennek a kórházba, ahol a kómában fekvő betegek spontán felébrednek. Később, aznap este Doris házában mindenki képtelen aludni, kivéve Matildát.
Másnap Jill a munkahelyén találja Dr. Murphyt, akit katonák kísértek el, és az asszisztense, Brian elmagyarázza neki, hogy nincsenek eszméletlen emberek, és hogy hamarosan mindenki meghal a felgyorsult álmatlanságban. Jill elárulja Briannek, hogy Matilda tud aludni, ezért hazasiet, de Doris elvitte őt a templomba.
A templomban a lelkész arról prédikál, hogy Matilda a reménység jelzőfénye, de Parrishék fel akarják áldozni, hogy Istent megbékítsék. Jill megérkezik Briannel és Noah-val, de Briant megölik, miután megfenyegette Parrishéket, ha nem adják át nekik Matildát. A zűrzavarban Jill Doris és a lelkész segítségével megszökik a gyerekeivel. Jill egy garázsból elhoz egy régi autót, és Noah meggyőzi, hogy vigye el Matildát Murphyhez. Jill bizonytalan, elmondja Noah-nak, hogy Murphy az egységének parancsnoka volt, aki az alvásmegvonásos kínzásokra specializálódott.
Útközben elérnek egy könyvtárba, és Noah talál egy térképet, amelynek segítségével rábukkannak Murphy katonai laboratóriumára. Közben egy szökött rab ellopja az autójukat, amiben még Matilda ül. A többi rab megfenyegeti Jillt Noah miatt, de a kocsijukat ellopó férfi, Dodge megmenti őket, aki ezután úgy dönt, hogy segít a családnak.
Elérik a labort, és Dodge felajánlja, hogy marad, de Jill odaadja neki az autót, és azt mondja neki, menjen el. Jill elválik gyerekeitől és laboratóriumi dolgozónak álcázva bemegy a laborba. Jill ott talál egy másik nőt, aki nagyon rossz állapotban tud aludni. A nő azt mondja, hogy már hónapokkal ezelőtt meg kellett volna halnia, majd Jill megkéri, hogy nevelje fel helyette Matildát. Jillt kiszúrja Murphy, és azt hazudja, hogy segíteni akar. Murphy elmondja neki, hogy egy napkitörés átprogramozta az emberek agyát, ami elvette az alvásképességet, amire nincs gyógymód. Jill meglátja a fénykitörést, és felfedezi, hogy Dodge-ot és a gyerekeit megtalálták a katonák, Matilda pedig könnyes szemmel vallja be, hogy tud aludni.
Másnap Matilda megkérdezi, hogy segíthet-e, mire Dr. Katz azt válaszolja, hogy ki kell deríteniük, mi teszi őt különlegessé. Megmutatnak neki egy elevenszülött csimpánzt, aki nem tud elaludni, ha altatógázt adnak neki, akkor sem. Katz elmagyarázza, hogy a csimpánzok az egyetlen állatok az embereken kívül, akik nem tudnak elaludni. Matildának beadják a gázt, és elalszik. Jill könyörög Murphy-nek, hogy engedje el a lányát, de Murphy ragaszkodik hozzá, mert az emberiség túlélése Matildától függ.
Jillt egy szobába bilincselik, ahol delíriumot tapasztal, miközben Dodge-ot őrzőnek veszik, és stimulánsokat adnak neki. A nő, aki tud aludni, megáll a szíve és meghal. Jill azt hallucinálja, hogy Noah azzal fenyegeti, megfogja ölni, miközben az igazi Noah-t elviszik, hogy kiderüljön, más-e az agya, mint Matildáé. Matildát épp élve felboncolni készülnek, de Katz véletlenül egy légbuborékokkal teli stimulánst ad Murphy-nek, ami megöli őt.
A katonák az alváshiánytól megőrülnek, és elkezdik egymást gyilkolni. Jill megszökik, és Matilda megmentésére siet. Noah-t Dodge menti meg, akit aztán megölnek, a fiú pedig a hallucinációi miatt elvág egy vezetéket, és ezzel áramütést kap. Jill és Matilda megpróbálja újraéleszteni őt egy defibrillátor segítségével, de nem járnak sikerrel.
Noah másnap reggel hirtelen felébred, és azt mondja, hogy álmodott. Noah elmondja Jillnek, hogy igaza volt abban, hogy nem akart a laborba menni, és hogy tudja, szereti őket és szüksége van rá. Matilda rájön, hogy azért tudott ő és Noah aludni, mert mindketten ideiglenesen meghaltak. Belefojtják Jillt egy tóba, és megpróbálják újraéleszteni. Jill szemei kinyílnak, és mély levegőt vesz.

## Szereplők
| Szerep     | Színész              | Magyar hang     |
| ---------- | -------------------- | --------------- |
| Jill       | Gina Rodriguez       | Pálmai Anna     |
| Matilda    | Ariana Greenblatt    | Engel-Iván Lili |
| Doris      | Frances Fisher       | Vándor Éva      |
| Dodge      | Shamier Anderson     | Varga Gábor     |
| Brian      | Finn Jones           | Rada Bálint     |
| Noah       | Lucius Hoyos         | Pál Dániel Máté |
| Dr. Katz   | Gil Bellows          | Sztarenki Pál   |
| Lelkész    | Barry Pepper         | Dolmány Attila  |
| Dr. Murphy | Jennifer Jason Leigh | Hegyi Barbara   |

## Filmkészítés
2019 májusában bejelentették, hogy Gina Rodriguez csatlakozott a film szereplőgárdájához, a filmet Mark Raso rendezi saját és Joseph Raso forgatókönyvéből, forgalmazója a Netflix.  2019 augusztusában Jennifer Jason Leigh, Barry Pepper, Finn Jones, Shamier Anderson, Ariana Greenblatt, Frances Fisher, Lucius Hoyos és Gil Bellows csatlakozott a stábhoz.
A forgatás 2019 augusztusában kezdődött.

## Fordítás
- Ez a szócikk részben vagy egészben  az   Awake (2021 film) című angol Wikipédia-szócikk fordításán alapul.  Az eredeti cikk szerkesztőit annak laptörténete sorolja fel. Ez a jelzés csupán a megfogalmazás eredetét és a szerzői jogokat jelzi, nem szolgál a cikkben szereplő információk forrásmegjelöléseként.